# Queirã
Queirã ist eine Gemeinde (Freguesia) im portugiesischen Kreis Vouzela. In ihr leben 1227 Einwohner (Stand 19. April 2021).